# Abrhexosa grossa
Abrhexosa grossa är en tvåvingeart som beskrevs av Cook 1956. Abrhexosa grossa ingår i släktet Abrhexosa och familjen dyngmyggor.
Artens utbredningsområde är Oregon. Inga underarter finns listade i Catalogue of Life.